# Oreometra fifae
Oreometra fifae är en fjärilsart som beskrevs av Edward P. Wiltshire 1986. Oreometra fifae ingår i släktet Oreometra och familjen mätare. Inga underarter finns listade i Catalogue of Life.